# Gilbert Coutaz
Gilbert Coutaz, né le 11 février 1954 à Saint-Maurice, est un historien et archiviste suisse, actif principalement dans le canton de Vaud.

## Biographie

### Origines et formation
Gilbert Coutaz naît le 11 février 1954 à Saint-Maurice, dans le canton du Valais, au sein d'une fratrie de cinq enfants. Son père, dont la famille paternelle est originaire de Vérossaz, est fonctionnaire fédéral ; sa mère tient le foyer familial.
Après une formation de base au collège de Saint-Maurice, il étudie à l’Université de Lausanne où il obtient une licence ès lettres en 1978, suivie durant l'année académique 1979-1980 par une attestation de cours comme chercheur invité durant deux semestres  de l'Institut autrichien d'études historiques (de) à Vienne.

### Parcours professionnel
Il occupe ensuite des postes d'assistant à l'Université de Lausanne avant de devenir en mai 1981 le directeur des archives de la ville de Lausanne, où il est le premier archiviste professionnel à plein temps.
En octobre 1995, il succède à Jean-Pierre Chapuisat à la direction des Archives cantonales vaudoises,. Il prend sa retraite le 26 juin 2019.

### Autres activités
Il collabore, entre 1991 et 2014[réf. nécessaire],, au Dictionnaire historique de la Suisse et est membre, de 1997 à 2007[réf. nécessaire], du curatorium d'Helvetia Sacra. Il est responsable de modules et directeur de travaux, entre 2006 et 2014, dans le cadre du Master of Advanced Studies in Archival, Library and Information Science des universités de Berne et de Lausanne,.
Il est l’instigateur en 1996 de l'Association vaudoise des archivistes. Il lance en 1993 la revue Mémoire vive. Pages d'histoire lausannoise, avec les représentants des associations du Vieux-Lausanne et de Pro Lousonna, ainsi que du musée historique de Lausanne.

### Mandats et présidences
- 1990 à 1993 : président de la Société d'histoire de la Suisse romande[17]
- 1993 à 1999 : membre de la Section des associations professionnelles d'archivistes du Conseil international des archives[18][source insuffisante]
- 1997 à 2001 : président de l'Association des archivistes suisses[3]
- 1998[19] à 2014[20][source secondaire souhaitée] : président de RéseauPatrimoineS, association pour le patrimoine naturel et culturel du canton de Vaud dont il est le fondateur[21]
- 2002 à 2003 : président de la Société vaudoise d'histoire et d'archéologie[22]
- 2012 à 2019 : membre de la commission fédérale de la protection des biens culturels[23]

### Vie personnelle
Il est père de deux enfants.

## Distinctions
- Membre d'honneur de l'Association des archivistes suisses, le 12 septembre 2019[24],[25][source secondaire souhaitée]
- Membre d'honneur de la Société vaudoise d'histoire et d'archéologie, le 5 septembre 2020[26][source secondaire souhaitée].

## Publications
- Gilbert Coutaz, Histoire des Archives de la Ville de Lausanne des origines à aujourd'hui : (1401-1986), Lausanne, Archives de la ville, 1986, 123 p.
- Gilbert Coutaz et al., Les 450 vendanges des vignobles de la Ville de Lausanne, Denges-Lausanne, éd. du Verseau, 1987, 322 p. (ISBN 2-88075-008-3)
- (fr + en) Gilbert Coutaz et Pierre-Louis Péclat (chroniques), Lausanne-Palace : histoire et chroniques : les 75 ans d'un hôtel prestigieux = history and chronicles : 75 years of a prestigious hotel, Lausanne, Hôtel Lausanne-Palace, 1991, 192 p.
- Gilbert Coutaz, Germain Hausmann et Brigitte Degler-Spengler, Les chanoines réguliers de Saint-Augustin en Valais : le Grand-Saint-Bernard, Saint-Maurice d'Agaune, les prieurés valaisans d'Abondance, Bâle ; Francfort-sur-le-Main, Helbing & Lichtenhahn, coll. « Helvetia sacra », 1997, 564 p. (ISBN 3-7190-1595-5)
- Gilbert Coutaz, Beda Kupper, Robert Pictet et Frédéric Sardet, Panorama des archives communales vaudoises, 1401-2003, Lausanne, Bibliothèque historique vaudoise, 2003, 551 p. (ISBN 2-88454-124-1)
- Gilbert Coutaz, Histoire de l'administration cantonale vaudoise : pouvoir exécutif et administratif, 1886-1970, Chavannes-près-Renens, Archives cantonales vaudoises, 2006, 113 p. (lire en ligne)
- Gilbert Coutaz, Histoire de l'administration cantonale vaudoise : pouvoir exécutif et administratif, 1970-1998, Chavannes-près-Renens, Archives cantonales vaudoises, 2007, 137 p. (lire en ligne)
- Gilbert Coutaz, Histoire de l'administration cantonale vaudoise : pouvoir exécutif et administratif, 1998-2007 ; suivie du bilan de deux cents ans d'histoire de l'administration cantonale vaudoise 1803-2007, Chavannes-près-Renens, Archives cantonales vaudoises, 2008, 155 p. (lire en ligne)
- (de + fr) Gilbert Coutaz et al., Archivpraxis in der Schweiz = Pratiques archivistiques en Suisse, Baden, hier+jetzt - Verl. für Kultur und Geschichte, 2007, 390 p. (ISBN 978-3-03919-045-4)
- Gilbert Coutaz, Archives en Suisse : Conserver la mémoire à l’ère numérique, Lausanne, Presses polytechniques et universitaires romandes, coll. « Le Savoir suisse », 2016, 131 p. (ISBN 978-2-88915-162-2, présentation en ligne)
- Gilbert Coutaz, Petit précis d'archivistique, Lausanne, Archives cantonales vaudoises, coll. « Rapports d'activité », 2018, 90 p. (lire en ligne), .
- Gilbert Coutaz, Le Major Davel. Naissance du premier patriote vaudois, Orbe, Éditions Château & Attinger, 2022, 256 p. (EAN 9782940637645)
- Gilbert Coutaz, « Histoire de l’AAS (1997-2022) », arbido, no 2,‎ 2022 (présentation en ligne)
- Gilbert Coutaz, Trésors des Archives cantonales vaudoises, Orbe-Yverdon-les-Bains, Château & Attinger, 2023, 231 p. (ISBN 978-2940 637928)